# Weesp
Weesp – miasto w gminie Amsterdam w północno-zachodniej Holandii (prowincja Holandia Północna). Liczy ok. 17 tys.  mieszkańców (2008).